# Atea (commune d'Espagne)
Pour les articles homonymes, voir Atea.
Atea est une commune d’Espagne, dans la province de Saragosse, communauté autonome d'Aragon comarque de Campo de Daroca.